# Ortigosa de Cameros
Ortigosa de Cameros est une commune de la communauté autonome de La Rioja, en Espagne.

## Démographie
| 1900 | 1910  | 1920 | 1930 | 1940 | 1950 | 1960 | 1970 | 1981 |
| ---- | ----- | ---- | ---- | ---- | ---- | ---- | ---- | ---- |
| 994  | 1 069 | 926  | 943  | 967  | 958  | 725  | 385  | 396  |

| 1991 | 2001 | 2010 | - | - | - | - | - | - |
| ---- | ---- | ---- | - | - | - | - | - | - |
| 376  | 314  | 282  | - | - | - | - | - | - |

## Administration

### Conseil municipal
La ville de Ortigosa de Cameros comptait 229 habitants aux élections municipales du 26 mai 2019. Son conseil municipal (en espagnol : Pleno del Ayuntamiento) se compose donc de 5 élus.
| Parti | Parti                                    | Voix | %       | Élus  |
| ----- | ---------------------------------------- | ---- | ------- | ----- |
|       | Parti populaire (PP)                     | 102  | 56,67 % | 4 / 5 |
|       | Partido Riojano (PR+)                    | 46   | 25,55 % | 1 / 5 |
|       | Parti socialiste ouvrier espagnol (PSOE) | 32   | 17,78 % | 0 / 5 |

### Liste des maires
| Mandat    | Maire | Maire                            | Parti       |
| --------- | ----- | -------------------------------- | ----------- |
| 1979-1983 |       | Enrique Saez de la Merced        | UCD         |
| 1983-1987 |       | Carlos Gonzalez Ortega           | PR          |
| 1987-1991 |       | Mª Asunción Beamonte San Agustín | Indépendant |
| 1991-1995 |       | Lucilio Noval Martínez           | PSOE        |
| 1995-1999 |       | Carlos Gonzalez Ortega           | PP          |
| 1999-2003 |       | Lucilio Noval Martínez           | PSOE        |
| 2003-2007 |       | Lucilio Noval Martínez           | PSOE        |
| 2007-2011 |       | Óscar Noval Martínez             | PP          |
| 2011-2015 |       | Elías Cabrera Aragón             | PP          |
| 2015-2019 |       | Carlos Gonzalez Ortega           | Indépendant |
| 2019-2023 |       | Daniel Maza Ruiz                 | PP          |